# Лещенко, Вячеслав Сергеевич
Вячеслав Сергеевич Лещенко (6 мая 1916 — 30 марта 1978) — советский военный лётчик, генерал-лейтенант авиации, Герой Советского Союза (1943). Во время Великой Отечественной войны — заместитель командира эскадрильи 4-го истребительного авиационного полка 287-й истребительной авиационной дивизии 4-й воздушной армии Северо-Кавказского фронта, лейтенант.

## Биография
Родился 6 мая 1916 года в посёлке Борзна, ныне город Черниговской области, в крестьянской семье. Украинец. Окончил 7 классов Борзнянской средней школы (сейчас — гимназия имени Пантелеймона Кулиша). После школы поступил в Мелитопольский строительный техникум. Одновременно с учёбой в техникуме учился в местном аэроклубе. После окончания аэроклуба с 1932 года работал в нём летчиком-инструктором.
В 1940 году поступил, и в 1941 году окончил Ульяновскую военную авиационную школу пилотов.
В боевых действиях — с 1941 года. Службу проходил в 4-м истребительном авиаполку 287-й истребительной авиадивизии. Летал на самолетах типа Як-7Б и Як-9. Участник Сталинградской битвы, Битвы за Кавказ.
До 20 мая 1943 года заместитель командира эскадрильи 4-го иап 287-й иад лейтенант Вячеслав Лещенко совершил 285 боевых вылетов, в 45 воздушных боях сбил лично 19 и в группе — 9 вражеских самолётов.
Указом Президиума Верховного Совета СССР от 24 августа 1943 года лейтенанту Лещенко Вячеславу Сергеевичу было присвоено звание Героя Советского Союза с вручением ордена Ленина и медали Золотая Звезда.
21 ноября 1943 года Вячеслав Лещенко был направлен на учёбу в Военно-воздушную академию. Всего за годы Великой Отечественной войны осуществил более трехсот успешных боевых вылетов, участвовал в пятидесяти воздушных боях.
После окончания в 1945 году Военно-воздушной академии Вячеслав Сергеевич продолжал служить в военной авиации. В 1959 году окончил Военную академию Генерального штаба. Занимал ряд командных должностей. С 1971 года генерал-майор авиации Лещенко В. С. уволен в запас.
Последние годы жизни Вячеслав Сергеевич Лещенко провёл в Ярославле. Умер Вячеслав Сергеевич 30 марта 1978 года. Похоронен на Западном гражданском кладбище (Чурилково) Ярославля.

## Награды
- Медаль «Золотая Звезда» Героя Советского Союза (№ 1142);
- орден Ленина;
- орден Красного знамени;
- орден Александра Невского;
- орден Отечественной войны 2-й степени;
- три ордена Красной Звезды.

## Память
- На здании аэроклуба, где ранее располагалась Мелитопольская авиационная школа, в которой обучался Герой, 17 августа 2013 года установлена мемориальная доска[5].